# ميلاني ستوك
ميلاني ستوك (بالنرويجية البوكمول: Melanie Stokke)‏ مواليد 1 أكتوبر 1996 في النرويج، هي لاعبة كرة مضرب نرويجية وتحتل حالياً المرتبة 427 (7 مارس 2016) في تصنيف رابطة محترفات كرة المضرب. أعلى تصنيف لها في الفردي كان 402. أعلى تصنيف لها في الزوجي كان 688.

## النهائيات

### الزوجي (2–0)
| الحصيلة | الرقم | التاريخ      | الدورة              | الأرضية | الشريك         | المنافس                         | النتيجة          |
| ------- | ----- | ------------ | ------------------- | ------- | -------------- | ------------------------------- | ---------------- |
| الفوز   | 1.    | 30 مارس 2015 | مرسى القنطاوي، تونس | صلبة    | إينيس مورتا    | ميهايلا بازارنسكا أولينا كيربوت | 6–1, 7–5         |
| الفوز   | 2.    | 11 مايو 2015 | باشتاد، السويد      | ترابية  | كورنيليا ليستر | فيرونيكا كورنينج ماجا أرنبرج    | 5–7, 6–3, [10–8] |

## روابط خارجية
- ميلاني ستوك على موقع رابطة محترفات التنس (الإنجليزية)
- ميلاني ستوك على موقع الاتحاد الدولي لكرة المضرب (الإنجليزية)
- ميلاني ستوك على موقع كأس بيلي جين كينغ (الإنجليزية)
- ميلاني ستوك على موقع خلاصة التنس.كوم (الإنجليزية)
- ميلاني ستوك على موقع إي إس بي إن.كوم (الإنجليزية)